# Cantone di Domèvre-en-Haye
Il Cantone di Domèvre-en-Haye era una divisione amministrativa dell'arrondissement di Toul.
È stato soppresso a seguito della riforma complessiva dei cantoni del 2014, che è entrata in vigore con le elezioni dipartimentali del 2015.
Comprendeva i comuni di:
- Andilly
- Ansauville
- Avrainville
- Beaumont
- Bernécourt
- Domèvre-en-Haye
- Francheville
- Gézoncourt
- Griscourt
- Grosrouvres
- Hamonville
- Jaillon
- Liverdun
- Mamey
- Mandres-aux-Quatre-Tours
- Manoncourt-en-Woëvre
- Manonville
- Martincourt
- Minorville
- Noviant-aux-Prés
- Rogéville
- Rosières-en-Haye
- Royaumeix
- Tremblecourt
- Velaine-en-Haye
- Villers-en-Haye
- Villey-Saint-Étienne